# Diploradus
Diploradus is een geslacht van uitgestorven stamtetrapoden uit het Mississippien (Midden-Tournaisien) van Schotland. Het bevat als enige soort Diploradus austiumensis, gebaseerd op onvolledige schedel- en kaakfragmenten uit de Ballagan-formatie in Burnmouth. 
Het meest complete deel van het specimen, de onderkaak, was ongeveer drie centimeter lang en had verschillende rijen kleine, talrijke tanden. Het stelt waarschijnlijk een juveniel dier voor. 
Diploradus werd beschreven in een studie uit 2016 die was ontworpen om de tetrapode- en stamtetrapode faunae van Romer's Gap te vullen, een interval van het Vroeg-Carboon met weinig gewervelde fossielen. Het was een van de vijf nieuwe geslachten die in deze studie werden genoemd, samen met Aytonerpeton, Koilops, Ossirarus en Perittodus.